# 2I/Borisov
2I/Borisov oder C/2019 Q4 (Borisov) ist ein Komet, der 2019 und 2020 mit großen Teleskopen beobachtet werden konnte. Es ist das zweite innerhalb des Sonnensystems beobachtete Objekt, das als interstellar klassifiziert wurde.

## Entdeckung und Beobachtung
Der russische Teleskoptechniker und Amateurastronom Gennadi Wladimirowitsch Borissow hatte bereits sieben Kometen und weitere erdnahe Objekte entdeckt. Am 30. August 2019 beobachtete er in der Morgendämmerung mit einem selbstgebauten 0,65-m-Teleskop an seinem privaten MARGO-Observatorium in Nautschnyj auf der Krim einen neuen Himmelskörper mit einer Helligkeit von etwa 18 mag, der bereits Anzeichen einer Koma und eines Schweifs zeigte, und der daher als neuer Komet zunächst die Bezeichnung C/2019 Q4 (Borisov) erhielt. Bereits kurz nach seiner Entdeckung zeigten erste Berechnungen, dass sich das Objekt auf einer stark hyperbolischen Bahn bewegt. Dies konnte durch weitere Beobachtungen und Analysen bestätigt werden, so dass es am 24. September als zweites interstellares Objekt nach 1I/ʻOumuamua in 2I/Borisov umbenannt wurde.
Zum Zeitpunkt seiner Entdeckung war der Komet noch etwa 3,0 AE von der Sonne entfernt. Eine Suche nach unbemerkten früheren Beobachtungen führte zu Aufnahmen der Zwicky Transient Facility (ZTF) am Palomar-Observatorium in Kalifornien von Anfang Mai 2019, die ihn bei etwa 20 mag Helligkeit zeigten. Mit diesen Daten konnte die Bahn des Kometen genauer berechnet werden und dadurch gelang es, ihn sogar auf weiteren ZTF-Aufnahmen bis zurück zum 13. Dezember 2018 bei einer Helligkeit von 21 mag nachzuweisen, als er noch 7,8 AE von der Sonne entfernt war. Einen Monat zuvor war er noch nicht festzustellen, was darauf hindeuten könnte, dass seine Aktivität zu diesem Zeitpunkt begann.
Für Beobachter in mittleren nördlichen Breiten war der Komet in den Monaten nach seiner Entdeckung nur in der zweiten Nachthälfte kurz vor der Morgendämmerung und sehr dicht über dem östlichen Horizont zu beobachten. Dies war aber durch seine geringe Helligkeit nur mit größeren Teleskopen möglich. Durch seinen anfangs nicht allzu großen Abstand zur Sonne war er aus technischen Gründen dabei für viele große Teleskope nicht erreichbar. Durch diese schwierigen Beobachtungsbedingungen schwankten die gemeldeten Angaben zu seiner Helligkeit auch stets in weiten Bereichen zwischen 19 und 15 mag. Die größte Helligkeit wurde um die Jahreswende 2019/2020 mit bis zu 14 mag gemeldet.
Um diese Zeit stand der Komet kurz vor Sonnenaufgang im Süden, war aber auf der Nordhalbkugel dicht über dem Horizont nicht mehr zu beobachten. Für Beobachter auf der Südhalbkugel war er seit November 2019 am Morgenhimmel erschienen, stieg aber rasch höher und war nach dem Jahreswechsel während der ganzen Nacht zu beobachten, im Februar zog er nahe am Kreuz des Südens vorbei.
Die letzten Positionsbestimmungen gelangen am 30. September 2020 mit dem Hubble-Teleskop bei einer Helligkeit von etwa 25 mag. Der Komet war zu der Zeit bereits wieder 3,9 AE von der Sonne und 3,3 AE von der Erde entfernt.

## Wissenschaftliche Auswertung
Als bereits kurz nach der Entdeckung des Kometen Borisov klar wurde, dass es sich dabei um ein interstellares Objekt (ISO) handelte, das voraussichtlich nur für knapp ein Jahr von der Erde aus beobachtet werden könnte, wurden rasch zahlreiche Untersuchungen gestartet, um diese seltene Gelegenheit zu nutzen. Zum einen wurden astrometrische und photometrische Beobachtungen vorgenommen, um die Bahn und Morphologie des Kometen möglichst genau zu bestimmen, aber insbesondere wurde der Fragestellung nachgegangen, ob sich deutliche Unterschiede zwischen diesem sehr fremden Objekt und den vertrauten Körpern aus unserem eigenen Sonnensystem ergeben würden.

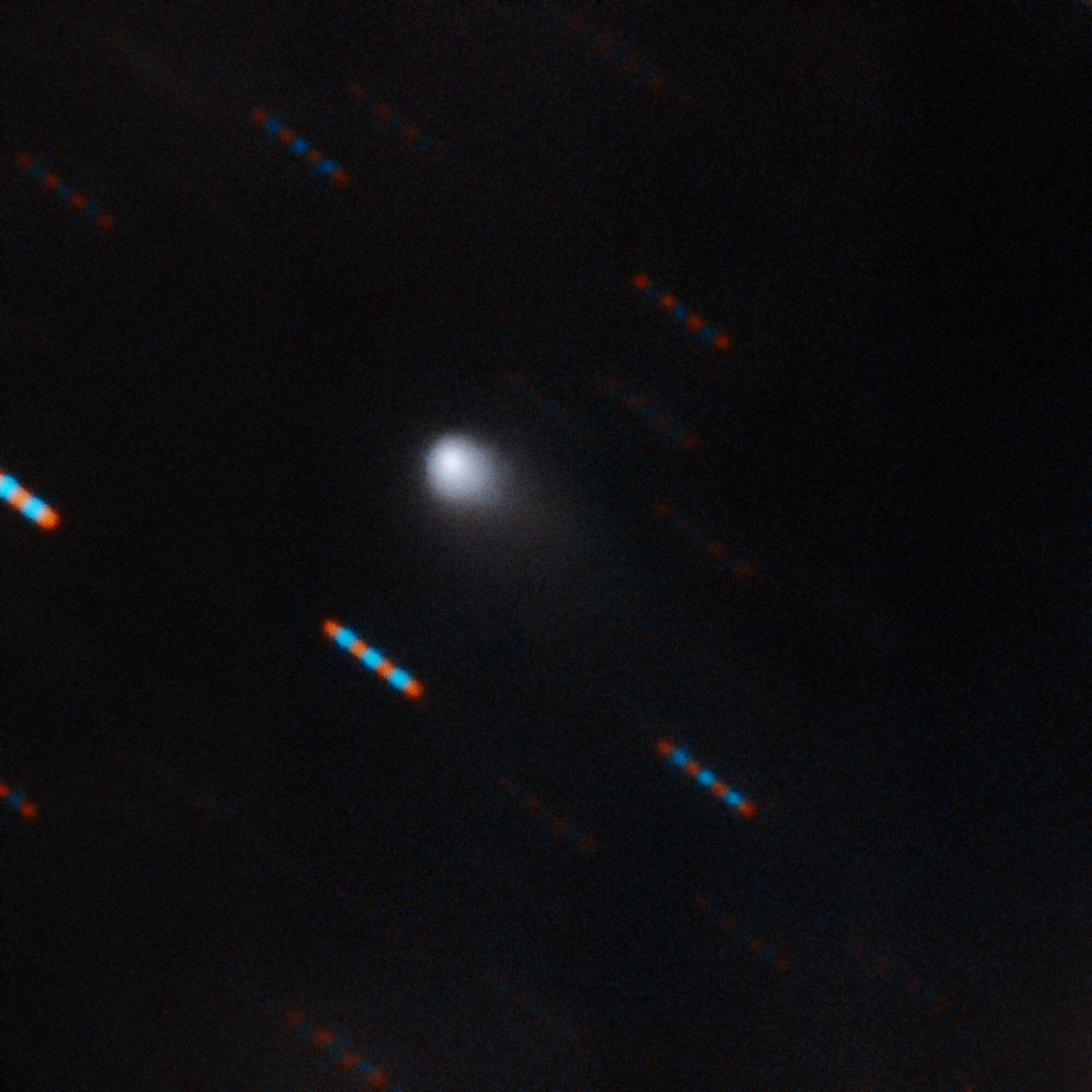
Aufnahme des Kometen am 10. September 2019 durch das Gemini-Teleskop

### Frühe Forschung bis zum Perihel
Bereits am 10. und 13. September 2019 wurde der Komet mit dem William-Herschel-Teleskop (WHT) des Roque-de-los-Muchachos-Observatoriums auf La Palma beobachtet, sowie ebenfalls am 10. September mit dem 8,1-m-Teleskop Gemini-Nord (GNT) des Mauna-Kea-Observatoriums auf Hawaiʻi. Außer einer Bestätigung der bis dahin noch nicht gesicherten hyperbolischen Bahn und damit des interstellaren Ursprungs konnten morphologisch und photometrisch keine Auffälligkeiten festgestellt werden und der Komet Borisov erschien soweit völlig ähnlich zu den unserem Sonnensystem zugehörigen Kometen. Am 12. September erfolgte eine Beobachtung am Gran Telescopio Canarias (GTC) des Roque-de-los-Muchachos-Observatoriums. Die Aufnahmen bestätigten die kometenähnliche Natur und die gewonnenen Spektren wiesen auf eine gleiche Zusammensetzung und ähnliche Entstehungsprozesse hin wie bei Kometen des Sonnensystems. Weitere frühe Beobachtungen erfolgten am 17. September am Nordic Optical Telescope (NOT) am Roque-de-los-Muchachos-Observatorium. Die photometrischen und spektroskopischen Messungen erlaubten die Abschätzung einer oberen Grenze für den Radius des Kometenkerns. Es konnten keine Emissionslinien von C2 festgestellt werden.
Vom 13. bis 26. September wurden weitere Aufnahmen und Spektren im sichtbaren Bereich mit dem GTC gewonnen sowie am 24. September Aufnahmen im nahen Infrarot mit dem Telescopio Nazionale Galileo (TNG) auf La Palma gemacht. Es konnte eine mäßige Produktion von Staub modelliert und die Produktionsrate von CN bestimmt werden, eine obere Abschätzung für die Produktionsrate von C2 erwies den Kometen Borisov als arm an Kohlenstoff. Im selben Zeitraum, nämlich am 20. September, war er erneut mit dem WHT beobachtet worden. Es konnte spektroskopisch im Violetten nur die Emissionslinie von CN festgestellt und eine Produktionsrate von 0,2 kg/s dafür bestimmt werden.
Vom 13. September bis 4. Oktober wurde der Komet mehrfach mit dem NOT beobachtet, um eine erste Charakterisierung vorzunehmen. Die Aufnahmen zeigten eine aktive Emission von Staub, der sich zu einem Schweif von über 140.000 km Länge erstreckte, während die Koma jeden Tag um etwa 1 % heller erschien. Es wurde angenommen, dass die Aktivität bei einem Sonnenabstand von 4,5 AE mit der Sublimation von Wassereis begann. Die Staubpartikel hatten einen Radius von etwa 100 µm und die Produktionsrate des Staubs lag bei etwa 2 kg/s. Als obere Grenze für den Radius des Kerns wurden zwar formell 3,8 km errechnet, aber es wurde statistisch dafür ein wesentlich geringerer Wert von nur einigen hundert Metern in Betracht gezogen. Ein Vergleich der Messergebnisse der ersten sechs Wochen für den Kometen Borisov mit acht Kometen aus der Oortschen Wolke und mit vergleichbaren Periheldistanzen ergab, das es in weiten Bereichen eine Übereinstimmung im Hinblick auf die Erscheinung, die Form und Richtung des Schweifs sowie die Staubproduktion gab.
Messungen im Infraroten am 19. September und 9. Oktober mit dem SpeX-Spektrographen am 3-m-Teleskop der Infrared Telescope Facility (IRTF) und am 24. September mit dem Gemini Near-InfraRed Spectrograph (GNIRS) am Gemini-Nord-Teleskop (GNT), beide auf Hawaiʻi, zeigten keine besonderen Merkmale, insbesondere konnten keine Absorptionslinien von Wassereis festgestellt werden. Für die Koma des Kometen wurde daher ein maximaler Anteil an Wasser von 10 % abgeleitet. Das Spektrum erwies sich als ähnlich zu dem von 1I/ʻOumuamua und vergleichbar mit dem von Kometen des Sonnensystems.
Im Zeitraum vom 20. September bis 26. Oktober wurden mit dem 2,3-m-Bok-Teleskop am Kitt-Peak-Nationalobservatorium, dem 6,5-m-Multiple/Magnum Mirror Telescope (MMT) am Fred-Lawrence-Whipple-Observatorium und dem Large Binocular Telescope (LBT) am Mount Graham International Observatory, alle in Arizona, Spektren und Bilder des Kometen gewonnen. Es konnte eine deutliche Emissionslinie von CN festgestellt werden, mit der die Produktionsrate bestimmt werden konnte, aber keine Signatur von C2. Zu gleichen Ergebnissen führten spektrographische Untersuchungen des Kometen am 30. September und 1. Oktober mit dem 2,5-m-Isaac-Newton-Teleskop am Roque-de-los-Muchachos-Observatorium sowie am 2. und 13. Oktober mit dem William-Herschel-Teleskop (WHT), beides ergänzt durch Aufnahmen am 18. und 20. Oktober mit dem Trappist-North-Teleskop (TN) in Marokko. Auch hier konnte in den Spektren nur die Emissionslinie von CN festgestellt werden, während für die Produktionsraten von C2, C3 und OH nur Obergrenzen ermittelt und die Häufigkeit von C2 relativ zu CN abgeschätzt werden konnten. Komet Borisov entspricht damit Kometen des Sonnensystems, die arm an Kohlenstoffketten sind.
Am 11. Oktober konnten mit dem 3,5-m-ARC-Teleskop am Apache-Point-Observatorium in New Mexico Spektren aufgenommen werden, die die „verbotene“ orange Linie von neutralem Sauerstoff zeigten. Unter der Annahme, dass dieser hauptsächlich durch die Photodissoziation von Wasser entstanden war, konnte damit die Produktionsrate von Wasser zu etwa 19 kg/s abgeschätzt werden und mit den Ergebnissen der zuvor genannten Untersuchungen auch das Mengenverhältnis zwischen CN und Wasser. Z. Sekanina vermutet in diesem Zusammenhang, dass die bereits bei einem Sonnenabstand von 5–6 AE vorhandene Hyperaktivität und Helligkeit des Kometen durch Millimeter-große Staubpartikel aus schmutzigen Wassereis verursacht wurden, die sich bereits wesentlich früher abgelöst hatten, während dann Mitte Oktober nach deren Auflösung Wasser hauptsächlich aus 2–3 cm großen Körnern verdampfte, bevor in Perihelnähe die Sublimation aus dem Kern vorherrschen sollte.
Mit der Zielsetzung, mehr über die Größe des Kerns des Kometen Borisov zu erfahren, wurde er am 12. Oktober mit der Wide Field Camera 3 (WFC3) des Hubble-Weltraumteleskops (HST) beobachtet. Für den Schweif, der sich über eine Länge von mehr als 80.000 km erstreckte, konnte eine Zusammensetzung aus Staubkörnern von etwa 100 µm Radius gefunden werden. Aus den photometrischen Daten wurde (bei einer angenommenen typischen Albedo von 0,04) eine obere Grenze für den Radius des Kerns von 500 m errechnet. Eine Bewertung der nicht-gravitativen Kräfte auf die Bewegung des Kometen ließ auf eine untere Grenze von 200 m schließen. Es wurde daneben auch abgeschätzt, dass ein interstellarer Körper mit einem Radius größer als 100 m die Erde alle 100–200 Mio. Jahre treffen könnte.

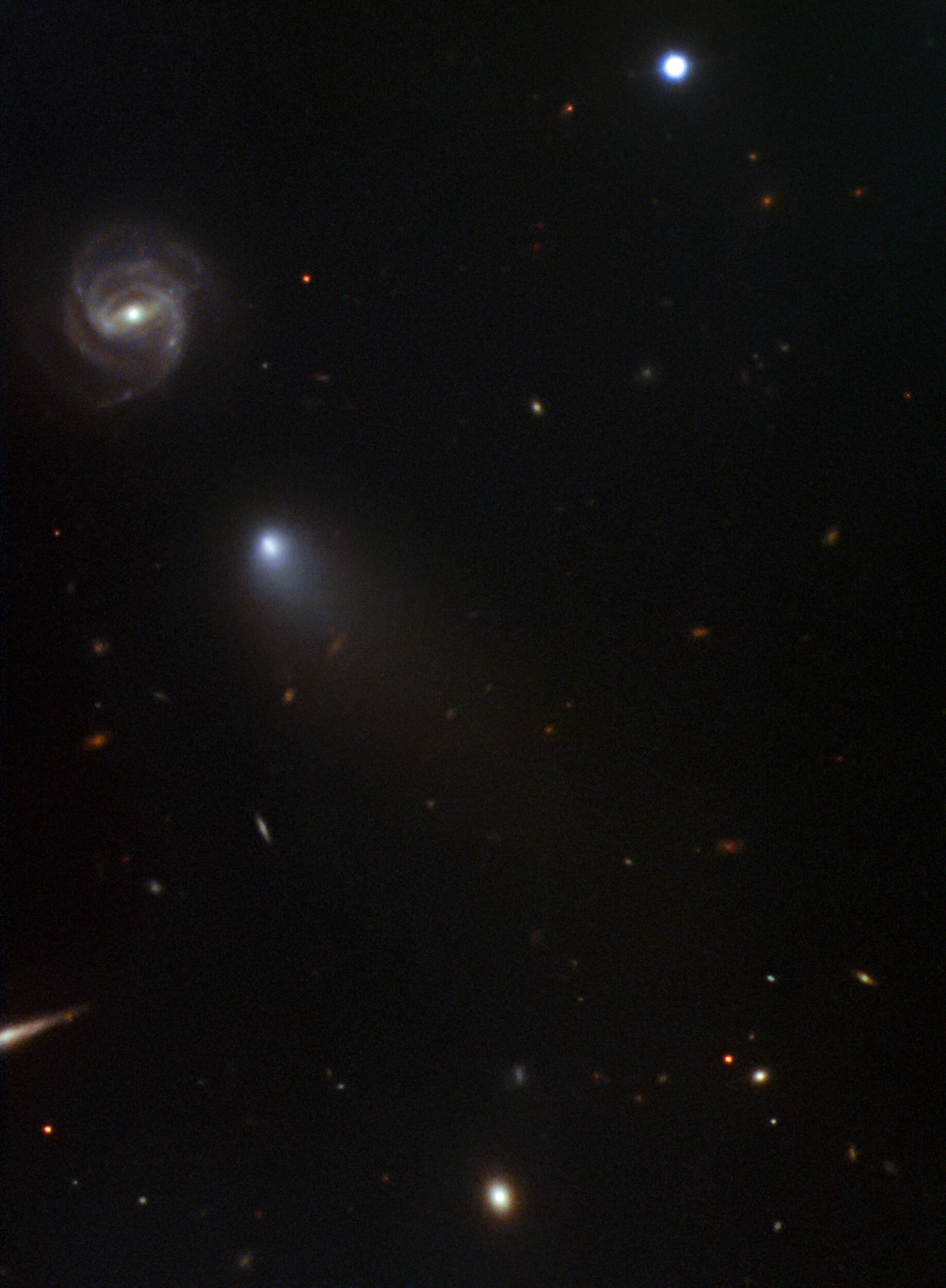
Komet 2I/Borisov am 11./12. November 2019 vor einem Feld mit zahlreichen Hintergrund-Galaxien

Aus photometrischen Beobachtungen in verschiedenen Wellenlängenbereichen mit dem 0,6-m-Teleskop am Selentschuk-Observatorium in Russland vom 10. Oktober bis 8. Dezember konnte abgeleitet werden, dass der Staub der Koma vermutlich aus Konglomeraten von Mg-Fe-Silicaten, wahrscheinlich vermischt mit organischen Tholinen, in Submikrometer-Größe besteht. Nennenswerte spektrale Anteile von Wassereis konnten nicht festgestellt werden, auch der Anteil von Gas in der Koma war gering. Beobachtungen mit dem Large Binocular Telescope (LBT) in Arizona von der zweiten Oktoberhälfte bis Anfang Dezember in verschiedenen Wellenlängenbereichen zeigten Veränderungen in der Farbe, vermutlich durch die zunehmenden Emissionen von CN und C2. Die Produktionsrate von Staub veränderte sich von 3–25 kg/s im Oktober auf 2–18 kg/s im Dezember. Alle Messergebnisse bestätigten, dass die Koma-Umgebung des Kometen Borisov ziemlich ähnlich zu der von kurzperiodischen Kometen des Sonnensystems war. Spektroskopische Messungen am 2,4-m-Hiltner-Teleskop des MDM-Observatoriums in Arizona am 31. Oktober und 4. November zeigten die Emissionslinien von CN und C2, woraus die entsprechenden Produktionsraten bestimmt werden konnten. Es konnte auch hier festgestellt werden, dass Borisov arm an Kohlenstoffketten ist.
Gelegenheit zur Untersuchung des Plasmaschweifs des Kometen ergab sich an vier Zeitpunkten zwischen 20. Oktober bis 11. Dezember, als der Schweif Hintergrund-Radioquellen überstrich. Mit den Radioteleskopen am Arecibo-Observatorium und am Green-Bank-Observatorium wurden diese Ereignisse im Dezimeterwellen-Bereich beobachtet.
Beobachtungen des Kometen mit dem MUSE-Spektrographen des Very Large Telescopes (VLT) am Paranal-Observatorium in Chile im Zeitraum 14. bis 26. November, in Verbindung mit weiteren nahezu gleichzeitigen Beobachtungen durch Trappist-North (TN) am 10. und 25. November sowie Trappist-South (TS) am 26. November erlaubten die Bestimmung der Produktionsraten mehrerer Gase in der Koma. Erstmals konnten die Linien von C2, NH2 sowie die von CN im Roten neben den bereits zuvor festgestellten von CN im Violetten beobachtet werden. Die Produktionsraten zeigten, dass der Komet im Gegensatz zu früheren Beobachtungen jetzt nur noch geringfügig arm an Kohlenstoffketten erschien, dass also inzwischen die Sublimation eines Elternmoleküls eingesetzt hatte. Im Vergleich zu Kometen des Sonnensystems schien Borisov aber reicher an NH2 zu sein. Mit dem 8,1-m-Teleskop Gemini-Süd in Chile wurden am 30. November im Infraroten Aufnahmen des Kometen erstellt und am 7. Dezember spektroskopische Beobachtungen durchgeführt. Für den Radius des Kerns konnte eine obere Grenze von 0,58 km abgeleitet werden. Im Spektrum konnte keine Absorption durch Wassereis festgestellt werden.
Etwa eine Woche vor Erreichen des Perihels wurde Komet Borisov am 2. und 3. Dezember mit dem Atacama Large Millimeter/submillimeter Array (ALMA) in Chile beobachtet. Die gemessenen Signale wurden auf Millimeter-große Partikel zurückgeführt. Es wurden auch Emissionen von CO festgestellt. Um die Messungen zu vervollständigen, wurde der Komet von November 2019 bis März 2020 auch noch mit einem Spektrografen am VLT beobachtet.

### Forschung um den Periheldurchgang herum
Die Auswertung von photometrischen Beobachtungen in verschiedenen Wellenlängenbereichen aus dem Zeitraum Anfang September bis Mitte Dezember 2019, die an Observatorien des Gemeinschaftsprojekts GROWTH (u. a. in USA, Taiwan, Japan, Spanien, Frankreich), am ARC-Teleskop des Apache Point Observatoriums und am Teleskop der Infrared Telescope Facility (IRTF) durchgeführt und mit Aufnahmen der Zwicky Transient Facility (ZTF) ab Mitte März kombiniert wurden, zeigten in ihrer Entwicklung große Ähnlichkeit mit leichtgradig aktiven Kometen des Sonnensystems. Nachdem bei Sonnenabständen von >6 AE die Aktivität durch die Sublimation von CO getrieben war, setzte kurz vor den Beobachtungen eine nennenswerte Sublimation von Wasser ein. Hochauflösende Bilder des Teleskops I am Keck-Observatorium auf Hawaiʻi ermöglichten, eine obere Grenze für den Durchmesser des Kometenkerns zu 1,4 km abzuschätzen.
Von Ende September 2019 bis Ende Januar 2020 wurde Komet Borisov am 2,2-m-Teleskop der University of Hawaiʻi beobachtet. Um die zeitliche Abdeckung zu erhöhen, wurden auch veröffentlichte Messungen mit dem 0,6-m-Teleskop NEXT des Xingming-Observatoriums in China für die Auswertung verwendet. Für den Kometen konnte daraus die nicht-gravitative Beschleunigung bestimmt werden, die sich näherungsweise umgekehrt proportional zum Sonnenabstand verhielt, und die auf einen Radius des Kometenkerns von etwa 400 m schließen ließ. Bis zum Perihel hatte der Komet seit seiner Entdeckung etwa 0,2 % seiner Masse verloren. Die Farbe des Kometen veränderte sich nicht, was ungewöhnlich im Vergleich zu Kometen des Sonnensystems ist.
Mit drei Teleskopen des öffentlichen iTelescope-Netzwerks in den USA und Australien wurde von 26. Oktober 2019 bis 4. Januar 2020, also um die Zeit des Perihels herum, die Staubproduktion des Kometen bestimmt, die in dem genannten Zeitraum gleichmäßig und niedrig im Bereich von etwa 11–16 kg/s lag. Beobachtungen mit dem Telescopio Nazionale Galileo (TNG) vom 3. November bis 20. Dezember im roten Licht zeigten eine geringfügige Abnahme der Staubproduktion im Beobachtungszeitraum von 35 auf 30 kg/s. Ebenfalls um die Zeit des Perihels herum wurde der Komet mit dem UltraViolet/Optical Telescope (UVOT) an Bord des Forschungssatelliten Neil Gehrels Swift Observatory von Ende September 2019 bis Mitte Februar 2020 beobachtet und die Produktionsrate von Wasser bestimmt. Diese stieg vor dem Perihel von Anfang November bis Anfang Dezember stetig von etwa 21 auf 32 kg/s an. Diese Zunahme der Produktionsrate liegt höher als bei den meisten dynamisch neuen Kometen und zugleich am unteren Ende des weiten Bereichs bei den kurzperiodischen Kometen der Jupiter-Familie. Nach dem Perihel sank die Produktionsrate auf etwa 14,6 kg/s am 21. Dezember, was damit sehr viel schneller erfolgte als bei allen zuvor beobachteten Kometen.
Beobachtungen des Kometen über einen Zeitraum von 3 ½ Monaten um den Periheldurchgang herum erfolgten mit dem Hubble-Weltraumteleskop (HST) vom 12. Oktober 2019 bis 29. Januar 2020. Aufnahmen vom 12. Oktober, 16. November, 9. Dezember 2019 und 3. Januar 2020 ermöglichten eine Analyse der Morphologie der Koma das Kometen. Anzeichen einer Staubfontäne deuteten möglicherweise auf die Existenz einer aktiven Zone in Äquatornähe hin, woraus sich die Rotationsachse des Kometen näherungsweise ermitteln ließ. Der kurze Beobachtungszeitraum erlaubte aber keine Bestimmung einer Rotationsperiode. Die gesamte Morphologie und das Verhalten wurden als ähnlich zu Kometen des Sonnensystems gefunden.
Aus photometrischen Messungen mit der WFC3-Kamera konnte ein Helligkeitsprofil erstellt werden, das eine anisotropische Verteilung des Staubs in der Koma zeigte. Die Produktionsrate von Staub fiel von etwa 70 kg/s zu Beginn der Beobachtungen auf etwa die Hälfte gegen Ende der Beobachtungen. Diese Werte besitzen aber eine hohe Unsicherheit, und sie entsprechen etwa der Größenordnung der Produktionsrate von Gas. Die gesamte ausgestoßene Menge an Staub während des Beobachtungsintervalls lag damit geschätzt bei 700.000 t, was bei gewissen Annahmen für die Größe und Dichte des Kerns einer äußeren Schichtdicke von 0,4 m entspricht, die während des Flugs durch den interstellaren Raum durch kosmische Strahlung chemisch verändert werden konnte. Die ausgestoßenen Materialien sind daher nicht als ursprünglich anzusehen. Auch die Lage der Rotationsachse des Kerns konnte aus den Beobachtungsdaten abgeleitet werden. Vom 11. Dezember 2019 bis 13. Januar 2020 wurden parallele Beobachtungen mit dem Cosmic Origins Spectrograph (COS) an Bord des HST durchgeführt. Die gemessenen Produktionsraten von CO lagen im Bereich 30–50 kg/s. Das Verhältnis von CO zu Wasser lag bei 130–155 %, ein deutlich höherer Wert als bei jedem anderen Kometen des inneren Sonnensystems. Es wurden daraus Schlüsse für den möglichen Ursprung des Kometen Borisov in einem Sternsystem der Spektralklasse M gezogen.
Um die Zeit des Perihels wurde der Komet vom 30. November bis 27. Dezember am 2-m-Teleskop des Indian Astronomical Observatory und am 1,2-m-Teleskop des Mount Abu InfraRed Observatory (beide in Indien) spektroskopisch und fotografisch im Infraroten beobachtet. Das dominierende Gas war dabei CN, während von C2 und C3 deutlich geringere Mengen festgestellt wurden, was den Kometen als mäßig abgereichert an Kohlenstoffkettenmolekülen charakterisiert. Für den Radius des Kerns wurde eine Spanne von 200 m bis 3 km errechnet.
Am 15. und 16. Dezember wurde Komet Borisov erneut mit ALMA im Radiobereich beobachtet. Es wurden Emissionen von CN und CO gemessen und die entsprechenden Produktionsraten ermittelt. Während die Häufigkeit von CN relativ zu Wasser vergleichbar mit ähnlichen Kometen des Sonnensystems war, lag die relative Häufigkeit von CO zu Wasser bei den höchsten Werten, die bisher beobachtet wurden. Die Produktionsrate von CN konnte auch durch optische Beobachtungen mit dem Trappist-South-Teleskop (TS) in Chile vom 15. bis 19. Dezember festgestellt werden.
Von Mitte November 2019 bis Mitte März 2020 wurde der Komet mit dem Echelle-Spektrographen am Very Large Telescope (VLT) spektrographisch im ultravioletten und sichtbaren Bereich beobachtet, um seine Aktivität und Zusammensetzung mit den Kometen des Sonnensystems zu vergleichen. Während des Beobachtungszeitraums bewegte sich der Komet von 2,1 AE Sonnenabstand vor dem Perihel bis 2,6 AE nach dem Periheldurchgang. Aus der Beobachtung verschiedener Emissionslinien von OH konnte die Produktionsrate von Wasser in der Nähe des Perihels zu 6,6 kg/s bestimmt werden, dort konnten auch die „verbotenen“ grünen und orangen Linien von neutralem Sauerstoff festgestellt und deren Intensitätsverhältnis bestimmt werden. Aus Messungen des NH2-Radikals wurde das Verhältnis vom Ortho- zum Para-Zustand (OPR) bestimmt und daraus das OPR des Elternmoleküls Ammoniak (NH3) abgeleitet. Auch die Linien von NH, CN, CH und C2 sowie von neutralem Nickel und Eisen wurden gefunden. Alle Messwerte zeigten eine bemerkenswerte Ähnlichkeit zu Kometen des Sonnensystems.

### Forschung nach dem Periheldurchgang
In Fortführung der bereits weiter oben erwähnten Aufnahmen des Kometen durch das Hubble-Weltraumteleskop (HST) vom 12. Oktober und 16. November 2019 erfolgten weitere Aufnahmen am 8. Dezember und 27. Januar 2020 mit dem WFC3-Instrument im ultravioletten und visuellen Bereich. Aus beobachteten Staubfontänen wurde eine möglich Ausrichtung der Rotationsachse des Kometenkerns bestimmt. Obwohl auch eine Periodizität in der Lichtkurve festgestellt wurde, konnte aus den geringen Amplituden keine zuverlässige Aussage über den Rotationszustand getroffen werden. Aus den Werten der beobachteten nicht-gravitativen Effekte auf den Kometen bestimmte eine Untersuchung am wahrscheinlichsten ein abgeplattetes Rotationsellipsoid (linsenförmige Gestalt), ein verlängertes Rotationsellipsoid (zigarrenförmige Gestalt) konnte aber nicht völlig ausgeschlossen werden. Die ermittelten Rotationsachsen waren im Wesentlichen in Übereinstimmung mit anderen Forschungsergebnissen.
Polarimetrische Messungen am Very Large Telescope (VLT) vom 25. Dezember 2019 bis 20. März 2020 zeigten beim Kometen Borisov höhere Werte der Polarisation als bei typischen Kometen des Sonnensystems. Das einzige Objekt mit vergleichbaren polarimetrischen Eigenschaften war der Komet C/1995 O1 (Hale-Bopp), von dem man annimmt, er sei vor seiner Annäherung an die Sonne im Jahr 1997 erst einmal in Sonnennähe gewesen. Komet Borisov könnte aufgrund seiner polarimetrisch homogenen Koma dennoch ein weit ursprünglicheres Objekt als dieser und viele andere Kometen sein. Spektroskopische Beobachtungen im Ultravioletten ebenfalls am VLT vom 28. bis 31. Januar 2020 zeigten neben den Emissionslinien von OH, NH und CN auch die Linien von neutralem Nickel in der Koma des Kometen.
Beobachtungen mit der WFC3-Kamera an Bord des HST zwischen 3. Januar und 20. April 2020 zeigten im Zeitraum 4. bis 9. März einen photometrischen Helligkeitsausbruch. Dabei handelte es sich wahrscheinlich um das Ablösen eines Bruchstücks mit einer Masse von 20.000 t vom Kometenkern (was geschätzt 1⁄10.000 seiner Gesamtmasse ausmachte). Etwa drei Wochen danach, am 30. März, konnte kurzzeitig ein doppelter Kern beobachtet werden, der nach wenigen Tagen wieder verschwunden war. Dieses sekundäre Objekt bestand wahrscheinlich aus einer Staubwolke aus 0,1 mm großen Partikel mit einer Gesamtmasse von 120 t (entsprechend einer Kugel von etwa 3,8 m Radius), vermutlich den Überresten eines oder mehrerer vom Kometenkern abgelöster Bruchstücke von Meter-Größe.

## Ursprung des Kometen
Für ein interstellares Objekt ist die Frage nächstliegend, woher es kommt. Dabei ist aber zu berücksichtigen, dass Kometen auf hyperbolischen Bahnen auch einen Ursprung innerhalb des Sonnensystems haben könnten, indem sie dort durch die Gravitation vorbeiziehender Sterne aus der solaren Oortschen Wolke herausgeschleudert und auf eine hyperbolische Bahn gebracht worden sein könnten. Eine sorgfältige Untersuchung der Bahnelemente von 2I/Borisov spricht allerdings eher für dessen interstellaren Ursprung als für eine Zerstreuung aus der Oortschen Wolke heraus.
Für die Suche nach seinem Ursprung sollte also vorrangig nach einem fremden Stern oder Sternsystem gesucht werden, dem das Objekt in der Vergangenheit sehr nahe gekommen ist und zu dem eine sehr kleine Differenz in der Eigenbewegung vorliegt. Dazu wurde in einer Untersuchung von 2019 durch Dybczyński et al. zunächst eine möglichst genaue Bahnbestimmung des Kometen Borisov unternommen, auch unter Berücksichtigung der nicht-gravitativen Kräfte auf den Kometen in Sonnennähe. Auswertung neuerer Daten zu Positionen und Eigenbewegungen, wie z. B. der Sternkatalog Gaia DR2, lieferte zunächst fast 650 mögliche Kandidaten, von denen aber nach genauerer Analyse nur das Sternsystem Kruger 60 übrigblieb. An diesem Doppelstern bewegte sich Borisov vor etwa 1 Mio. Jahren in einem Abstand von etwa 6,4 Lichtjahren und mit einer Relativgeschwindigkeit von etwa 3,4 km/s vorbei. Bei einem so großen Abstand kann Kruger 60 aber nicht als das Heimatsystem von Borisov angesehen werden. Zusätzliche neuere Daten unterstützen diese Aussage, so dass Kruger 60 als mögliches Heimatsystem von Borisov nun völlig ausgeschlossen werden kann.
Mit einem ähnlichen Ansatz stieß eine Forschergruppe 2020 als möglichen Kandidaten auf den roten Hauptreihenstern Ross 573, dem Borisov vor etwa 910.000 Jahren bis auf etwa 14.000 AE (0,22 Lichtjahre) nahe gekommen war bei einer gegenseitigen Relativgeschwindigkeit von 23 km/s. Damit Borisov mit einer solch hohen Geschwindigkeit aus diesem Sternsystem ausgestoßen worden wäre, fehlen allerdings die Hinweise auf einen entsprechenden Mechanismus, was dieses als Heimatsystem unwahrscheinlich macht. Auch einem weiteren möglichen Kandidaten, dem Stern GJ 4384 aus der Ursa-Major-Gruppe, kam Borisov vor 1,5 Mio. Jahren nicht nahe genug. Mit einem möglichen Alter von über 10 Mio. Jahren wird es als unwahrscheinlich angesehen, das Heimatsystem von Borisov überhaupt zu finden. Zum gleichen Schluss kamen auch zwei weitere Forscher, die 2020 elf Sterne (darunter auch Ross 573 und GJ 4384) als möglichen Ursprung von Borisov näher untersuchten, aber alle wegen hoher Relativgeschwindigkeiten ausschließen mussten.
Sterne mit 0,8 bis 8 Sonnenmassen entwickeln sich in einer späten Phase ihrer Entwicklung zu AGB-Sternen, roten Riesen, die im Hertzsprung-Russell-Diagramm auf dem asymptotischen Riesenast zu finden sind. Sie unterliegen einem hohen Massenverlust in ihre Umgebung, wo sich daher eine Materieanhäufung in Gestalt eines Planetarischen Nebels bilden kann. Durch lokale Zusammenballungen können sich in diesen Nebeln aus dem Sternenstaub sog. Post-Main-Sequence-Objekte (PMSO) bilden, die sich (je nach Masse ihres Ausgangssterns) durch relative Häufigkeit entweder an Sauerstoff, Kohlenstoff oder Stickstoff auszeichnen. Für 2I/Borisov wurde in einer Untersuchung von 2020 aufgrund seiner Bewegung relativ zum Milchstraßenzentrum eine wahrscheinliche Zugehörigkeit zum Wolf-630-Sternstrom gefunden. Die Sterne dieses Stroms sind alt genug, um PSMOs zu entwickeln, darüber hinaus passt die gefundene Armut an Wasser in der Koma von 2I/Borisov zu einem kohlenstoff- oder stickstoffreichen PSMO. Genaueren Aufschluss könnte eine Messung der Intensität bestimmter Emissionslinien oder eine Bestimmung des Isotopenverhältnisses 12C/13C liefern.

## Geplante Projekte mit Raumsonden

Flugbahn von 2I/Borisov (gelb) und 1I/ʻOumuamua (rot) im Vergleich

Nach der Entdeckung der ersten beiden interstellaren Objekte innerhalb unseres Sonnensystems kamen bald Vorschläge auf, diese beiden bereits bekannten oder ähnliche Objekte in der Zukunft direkt mit Raumsonden anzusteuern und vor Ort zu untersuchen. Die Struktur und die chemische und isotopische Zusammensetzung könnten bei einem nahen Vorbeiflug in Verbindung mit einem Impaktor und einem Massenspektrometer oder einem UV-Spektrometer bestimmt werden, was zu beträchtlicher Erweiterung unserer Kenntnis über die Entwicklung der Milchstraße, die Entstehung der Planeten oder die mögliche Verbreitung biologischen Materials durch die Galaxis führen könnte. Dafür wurden auch bereits technische Umsetzungen mit verfügbaren Raketen, wie der Falcon Heavy oder dem Space Launch System, geplant und mögliche Flugpläne berechnet, nach denen z. B. bei einem Start im Jahr 2027 der Komet Borisov 25 Jahre später erreicht werden könnte.

## Bahn des Kometen
Für den Kometen konnte aus 1428 Beobachtungsdaten über einen Zeitraum von 311 Tagen eine stark hyperbolische Bahn bestimmt werden, die um rund 44° gegen die Ekliptik geneigt ist. Die Bahn des Kometen verläuft damit schräg gestellt zu den Bahnebenen der Planeten. Im sonnennächsten Punkt (Perihel), den der Komet am 8. Dezember 2019 durchlaufen hat, war er etwa 300,2 Mio. km von der Sonne entfernt und befand sich damit im Bereich des Asteroidengürtels zwischen den Umlaufbahnen von Jupiter und Mars. Beim Durchlaufen der Zone der Planeten kam er keinem der äußeren Planeten besonders nahe, erwähnenswert sind nur relativ entfernte Vorbeigänge am Jupiter am 25. Mai 2020 in knapp 5 ¼ AE und am Saturn am 26. Oktober 2020 in etwa 8 ¾ AE Distanz. Von den kleinen Planeten blieb er auch weit entfernt, der Erde kam er am 28. Dezember 2019 nicht näher als etwa 289,8 Mio. km (1,94 AE).
Nach den Bahnelementen, wie sie in der JPL Small-Body Database angegeben sind und die auch nicht-gravitative Kräfte auf den Kometen berücksichtigen, hatte seine Bahn lange vor der Passage des inneren Sonnensystems noch eine Exzentrizität von etwa 3,367. Durch die Anziehungskräfte der Planeten und die Ausgasungseffekte in Sonnennähe wurde seine Bahn nur wenig beeinflusst, seine Bahnexzentrizität wird zukünftig geringfügig auf etwa 3,363 verringert.
Der Komet näherte sich dem Sonnensystem aus Richtung des Sternbilds Kassiopeia, nahe der Grenze zum Sternbild Perseus. Bei seinem Flug wird er durch die Anziehungskraft der Sonne um etwa 34,6° aus seiner ursprünglichen Bewegungsrichtung abgelenkt, so dass er sich zukünftig in Richtung des Sternbilds Teleskop entfernt. Durch seine hohe Geschwindigkeit könnte er bereits in etwa 15.000 Jahren die Oortsche Wolke in 100.000 AE Abstand zur Sonne durchstoßen und dann mit noch etwa 32,3 km/s das Sonnensystem verlassen und in den interstellaren Raum zurückkehren.